# Nicolai Christian Bing
Nicolai Christian Bing (19. marts 1835 – 10. april 1899) var en norsk ingeniør, sønnesøn af Lars Hess Bing.
Bing grundlagde 1870 "Bings Bjergnings- og Dykkerkompagni", i sit slags det første større foretagende i Norge og af stor betydning for udviklingen af norsk bjærgningsvæsen, blandt andet også ved at uddanne en større stab af norske dykkere. Den af Bing grundlagte virksomhed omdannedes 1892 til aktieselskabet "Det norske Bjergnings- og Dykkerkompagni«, der 1908 gik op i "Moss Værft-, Bjergnings- og Dykker-Co.", Moss, hvis dykkerafdeling atter fra 1. januar 1912 sammensluttedes med "Salvator, Vestenfjeldske Bjergnings- og Dykkerselskab", Bergen, og "Nordenfjeldske Dykkerselskab",
Trondhjem, til "Norsk Bjergningskompagni" med aktiekapital 1200000 kroner, hvis hovedsæde var Kristiania og som havde afdelingskontorer i Moss, Bergen og Trondhjem.